# Paractis pulchella
Paractis pulchella is een zeeanemonensoort uit de familie Actiniidae. De anemoon komt uit het geslacht Paractis. Paractis pulchella werd in 1834 voor het eerst wetenschappelijk beschreven door Hemprich & Ehrenberg. 